# 泉州公交19路
泉州公交19路是中华人民共和国泉州市境内的一条公共交通线路，全程22.4公里。起讫点为航空旅游城首末站至笋江公园，运营时间为航空旅游城首末站：6:00-21:45；笋江公园：6:35-22:43。

## 历史
- 1997年12月1日，泉州市公交公司（公交集团前身）开通19路小公共汽车。初期运营区间为洛江区政府-清净寺，初期运营时间为6:30-17:30。使用车辆为牡丹MD6600型小巴
- 1998年，19路更换为20部华夏AC6700DQ型汽油无空调公交车。同年，19路由洛江区政府延伸至桥南始发终到
- 2000年8月，19路更换为20部星王ZA6790E型柴油无空调公交车。
- 2001年8月21日，19路开通夜班服务。末班时间延长至桥南21:36、金山北区22:20发车[1]
- 2006年6月1日，19路更换为25部亚星JS6800HD2型柴油空调公交车。[2][3]
- 2006年12月26日，19路一部运营车辆于田安湖心街口撞倒一名行人，造成该名行人脑部受伤[4]
- 2007年7月24日，一乘客于当日傍晚在乘坐19路时，未到目的地司机即因下班而要求该乘客下车，该乘客投诉至媒体[5]。次日，三分公司（现洛江公司）对该司机除以200元人民币罚款[6]
- 2007年12月31日，19路更换为22部大金龙XMQ6891G1型柴油空调公交车[7]
- 2009年6月8日，19路一部出场车辆在前往桥南起点站途中，于安吉安泰路口与一部摩托车发生相撞事故，造成摩托车司机头部受伤与肢体骨折
- 2009年9月28日，19路闽CY1858号车于霞美路口，与途经该路口的一部大货车发生相撞事故。造成19路车上11人受伤，车辆前部破损[8]
- 2010年6月28日，19路启用无人售票制度。分段点改为明日广场，华大北门分段点取消[9]
- 2010年7月，因过坑跨线桥被油罐车烧毁修复施工的需要，19路取消途经城华北路，改为途经城东街、安吉路至万荣街后原线行驶
- 2010年8月21日，过坑跨线桥施工完成，19路取消途经城东街、安吉路，恢复途经城华北路[10]
- 2010年10月16日，19路更换为24部福达FZ6106UF63型柴油空调公交车[11]
- 2011年4月，19路启用闽南语车内报站，成为泉州市区第一条采用闽南语泉州话与普通话双语报站的线路[12]
- 2012年5月18日，自该日起19路取消途经义全街、天后路、民权路，改为途经温陵南路至涂门街后原线行驶[13]
- 2014年3月11日，因北迎宾大道拓宽改造施工的需要，19路取消停靠火烧桥站
- 2015年7月29日，19路闽CYA456号车于温陵涂门街口，因前方小车占据左转车道，该车司机持钢管与小车司机进行理论，8月1日，该司机被泉州公交处以罚款[14]
- 2015年11月4日，19路更换为25部金旅XML6105JHEVE8C1型柴油插电式混合动力空调公交车[15]
- 2017年3月22日，19路取消途径桥南、桥南街，改为途径北迎宾大道、金鹰大道至航空旅游城首末站始发终到。当月，19路取消冬夏运营时间之分，末班时间统一为航空旅游城21:38、金山北区22:43发车。[16]
- 2017年7月20日，19路票价由分段计价¥2.0降为一票制¥1.0[17][18]
- 2018年5月31日，19路全线更换为26部XML6855JEVW0C，并退下25部XML6105JHEVE8C1
- 2018年11月，19路增加为1部大金龙XMQ6802AGBEVL2型空调电动巴士，配车数达到27部
- 2018年12月12日，19路取消途径北迎宾大道、安泰路，改为途径洛滨路、万发街、安吉路、万贤街、安顺路至琯头后原线行驶。航空旅游城末班发车时间由21:38调整为21:45，票价不变。[19]
- 2020年2月1日，受新型冠状病毒肺炎影响，19路自该日起首末班时间临时调整为7:00-19:00，至2月18日恢复原有时间。
- 2022年3月16日，因疫情防控要求暂停中心市区范围内所有公交线路运营。19路自当日首班起再次暂停运营至4月15日。[20]
- 2022年4月16日，19路恢复运营。临时取消停靠后坂街口站，运营时间临时调整为双向7:30-18:30。[21]
- 2022年4月18日，19路恢复停靠后坂街口站，运营时间恢复为航空旅游城首末站6:00-21:45、金山北区6:35-22:43[22]
- 2022年8月5日，19路自该日起取消停靠仕公岭站。同日，因泉州东站将于兴泉铁路通车后拆除，原火车东站更名为黄林新村站。[23]
- 2022年12月30日，自该日起19路往金山北区单向增停蓬莱路口站。同日，因泉州汽车站已停止运营，原泉州汽车站北门更名为泉秀街西段站。[24]
- 2023年1月18日，因优化调整，自该日起19路自金山北区经由新华南路、江滨北路、笋江路延伸至笋江公园始发终到。其它不变。[25][26]
- 2024年7月5日，因新门-涂门街污水干管建设工程施工。19路自该日起往航空旅游城方向临时取消途径新门街头、涂门街。改为途径壕沟墘、庄府巷、打锡街、九一街、温陵北路至海关大楼站后原线行驶，并单向增停鲤城区政府、九一街、温陵路中段等站，其它不变。[27]
- 2024年9月1日，19路与K2路互换车辆。19路接手并更换自K2路退下的15部XMQ6802AGBEVL2，原配15部XML6855JEVW0C退至K2路，配车数不变。
- 2025年1月6日，19路恢复途径新门街头、涂门街。取消途径壕沟墘、庄府巷、打锡街、九一街、温陵北路。[28]

## 站点
| 路线 | 路线 | 路线 | 所在地区、街道 | 所在地区、街道          | 站点名           | 备注                 |
| ---- | ---- | ---- | -------------- | ----------------------- | ---------------- | -------------------- |
|      |      |      | 洛江区         | 金鹰大道                | 航空旅游城首末站 | 起讫站               |
|      |      |      | 洛江区         | 金鹰大道                | 闽鹰桥           | 原名 航空旅游城      |
|      |      |      | 洛江区         | 洛滨路                  | 桥南村           | 原名 洛滨路口        |
|      |      |      | 洛江区         | 万发街                  | 洛阳桥           | 桥南                 |
|      |      |      | 洛江区         | 安泰路                  | 万安农贸市场     |                      |
|      |      |      | 洛江区         | 安泰路                  | 首富商城         |                      |
|      |      |      | 洛江区         | 安达路                  | 万源花苑         |                      |
|      |      |      | 洛江区         | 万荣街                  | 洛江信和         |                      |
|      |      |      | 洛江区         | 万荣街                  | 洛江区政府       |                      |
|      |      |      | 洛江区         | 安吉路                  | 洛江交通局       |                      |
|      |      |      | 洛江区         | 安吉路                  | 景明花园         | ↑                    |
|      |      |      | 洛江区         | 万贤街                  | 万贤街           |                      |
|      |      |      | 洛江区         | 安顺路                  | 安顺路           |                      |
|      |      |      | 洛江区         | 安顺路                  | 洛江公交场站     | 原名 公交洛江公司    |
|      |      |      | 洛江区         | 安顺路                  | 琯头             |                      |
|      |      |      | 丰泽区         | 城华北路 （北迎宾大道） | 华大北门         | 汽车东站             |
|      |      |      | 丰泽区         | 城华北路 （北迎宾大道） | 华侨大学         |                      |
|      |      |      | 丰泽区         | 城华南路 （北迎宾大道） | 火烧桥           | 华大电商园           |
|      |      |      | 丰泽区         | 城华南路 （北迎宾大道） | 黄林新村         | 原名 火车东站        |
|      |      |      | 丰泽区         | 城华南路 （北迎宾大道） | 明日广场         |                      |
|      |      |      | 丰泽区         | 城华南路 （北迎宾大道） | 蓬莱路口         | ↓                    |
|      |      |      | 丰泽区         | 东湖街                  | 坪山路口         |                      |
|      |      |      | 丰泽区         | 东湖街                  | 圣墓             |                      |
|      |      |      | 丰泽区         | 东湖街                  | 侨乡体育馆       | 泉州海外交通史博物馆 |
|      |      |      | 丰泽区         | 田安北路                | 田安路北段       | 原名 刺桐饭店        |
|      |      |      | 丰泽区         | 田安北路                | 闽侨             |                      |
|      |      |      | 丰泽区         | 田安北路                | 青少年宫         | 丰泽广场             |
|      |      |      | 丰泽区         | 田安北路                | 丰泽小区         |                      |
|      |      |      | 丰泽区         | 田安北路                | 后坂街口         |                      |
|      |      |      | 丰泽区         | 田安南路                | 信和             |                      |
|      |      |      | 丰泽区         | 泉秀街                  | 泉秀街西段       | 原名 泉州汽车站北门  |
|      |      |      | 鲤城区         | 温陵南路                | 海关大楼         |                      |
|      |      |      | 鲤城区         | 涂门街                  | 棋盘园           | 原名 海信            |
|      |      |      | 鲤城区         | 涂门街                  | 关帝庙           | 清净寺               |
|      |      |      | 鲤城区         | 涂门街                  | 府文庙           |                      |
|      |      |      | 鲤城区         | 新门街                  | 新门街头         |                      |
|      |      |      | 鲤城区         | 新门街                  | 新门菜市         |                      |
|      |      |      | 鲤城区         | 新华南路                | 芳草园           |                      |
|      |      |      | 鲤城区         | 新华南路                | 新华桥           |                      |
|      |      |      | 鲤城区         | 新华南路                | 金山北区         |                      |
|      |      |      | 鲤城区         | 新华南路                | 新华南路         |                      |
|      |      |      | 鲤城区         | 江滨北路                | 新华旱闸         |                      |
|      |      |      | 鲤城区         | 江滨北路                | 金洲旱闸         |                      |
|      |      |      | 鲤城区         | 江滨北路                | 金洲寺           |                      |
|      |      |      | 鲤城区         | 江滨北路                | 临漳水闸         | 原名 临漳门          |
|      |      |      | 鲤城区         | 笋江路                  | 三千坛           |                      |
|      |      |      | 鲤城区         | 笋江路                  | 笋江公园         | 起讫站               |

## 票价
19路计价方式为一票制，全程票价¥1.0。其中：
- 泉通卡普通卡9折，月票卡、敬老卡、爱心卡优惠功能有效
- 可使用泉城通APP及支付宝、云闪付、微信乘车码支付

## 配车
19路配车数总计26部，其中：
- 大金龙XMQ6802AGBEVL2  15部
- 金旅XML6855JEVW0C 11部

- 大金龙XMQ6891G1
（2007.12 - 2010.10）
- 福达FZ6106UF63
（2010.10 - 2015.11）
- 金旅XML6105JHEVE8C1
（2015.11 - 2018.5）
- 金旅XML6855JEVW0C
（2018.5 - ）
- 大金龙XMQ6802AGBEVL2
（2018.11 - 2019.11 / 2024.9 - ）

## 相关
- 泉州公交线路列表